# Keub
De keub is een oude Thaise lengtemaat. In het verleden vertegenwoordigde dit 12 inch (30,48 centimeter), maar tegenwoordig is de maat vastgesteld op 25 centimeter.